# Walter William Ouless
Walter William Ouless, né le 21 septembre 1848 à Saint-Hélier et mort le 25 décembre 1933 à Londres, est un artiste-peintre et portraitiste jersiais.

## Biographie
Walter William Ouless était le fils du peintre Philip John Ouless. Il fit sa scolarité à Jersey puis, en 1865, s'installa à Londres pour suivre les cours de la Royal Academy dont il devint membre par la suite. Sur les conseils du peintre John Everett Millais, il s'orienta vers le genre portraitiste. En 1869, il exposa pour la première fois lors d'une exposition de la Royal Academy.
Walter William Ouless exposa également lors de l'Exposition universelle de 1893 à Chicago ainsi qu'à l'Exposition universelle de 1900 à Paris.
Son autoportrait a été légué à la Société Jersiaise.
Il fut également membre-volontaire de l'Artists Rifles lors de la Première Guerre mondiale.
Walter William Ouless mourut à Londres le 25 décembre 1933.

## Œuvres

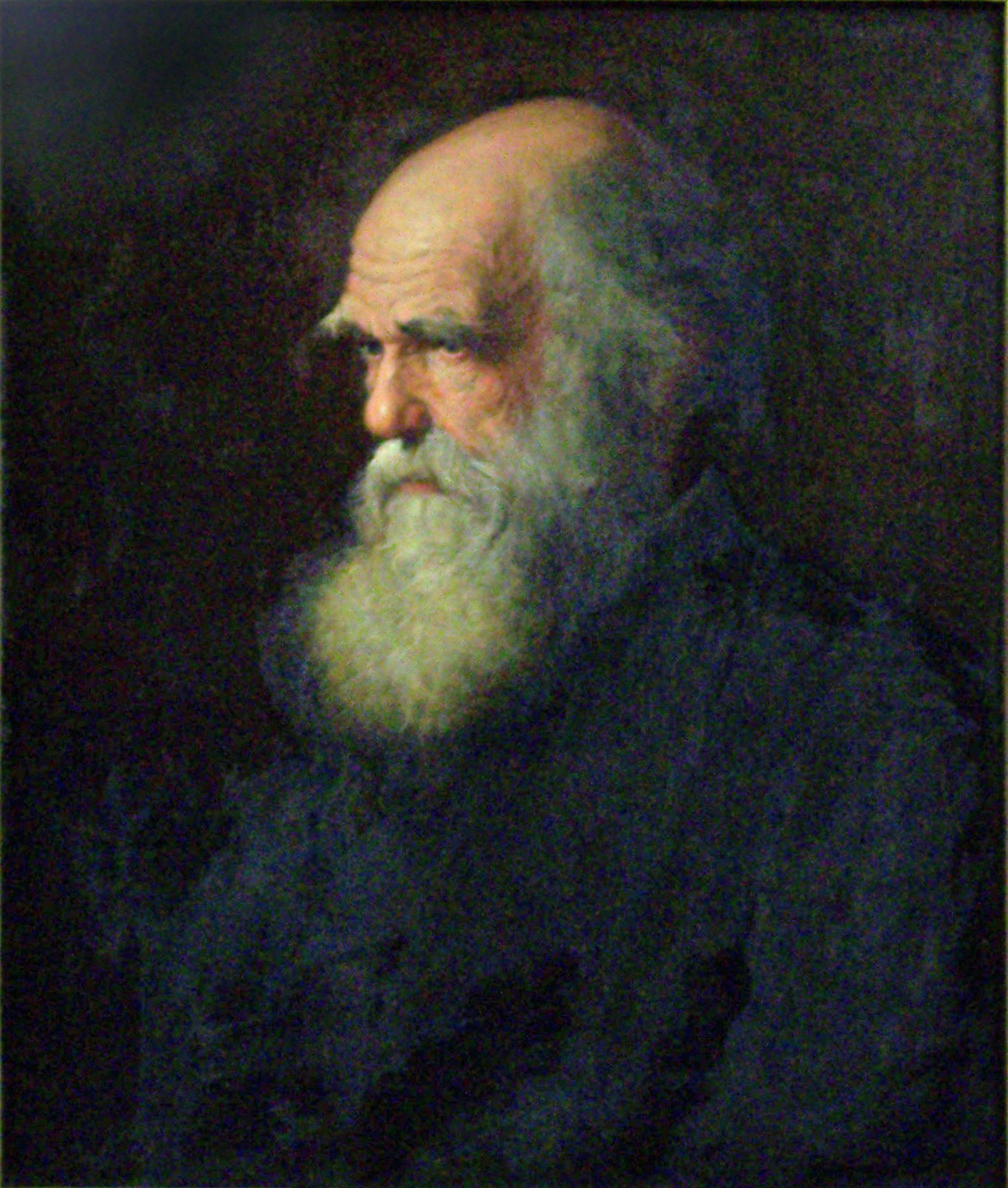
Charles Darwin en 1875.
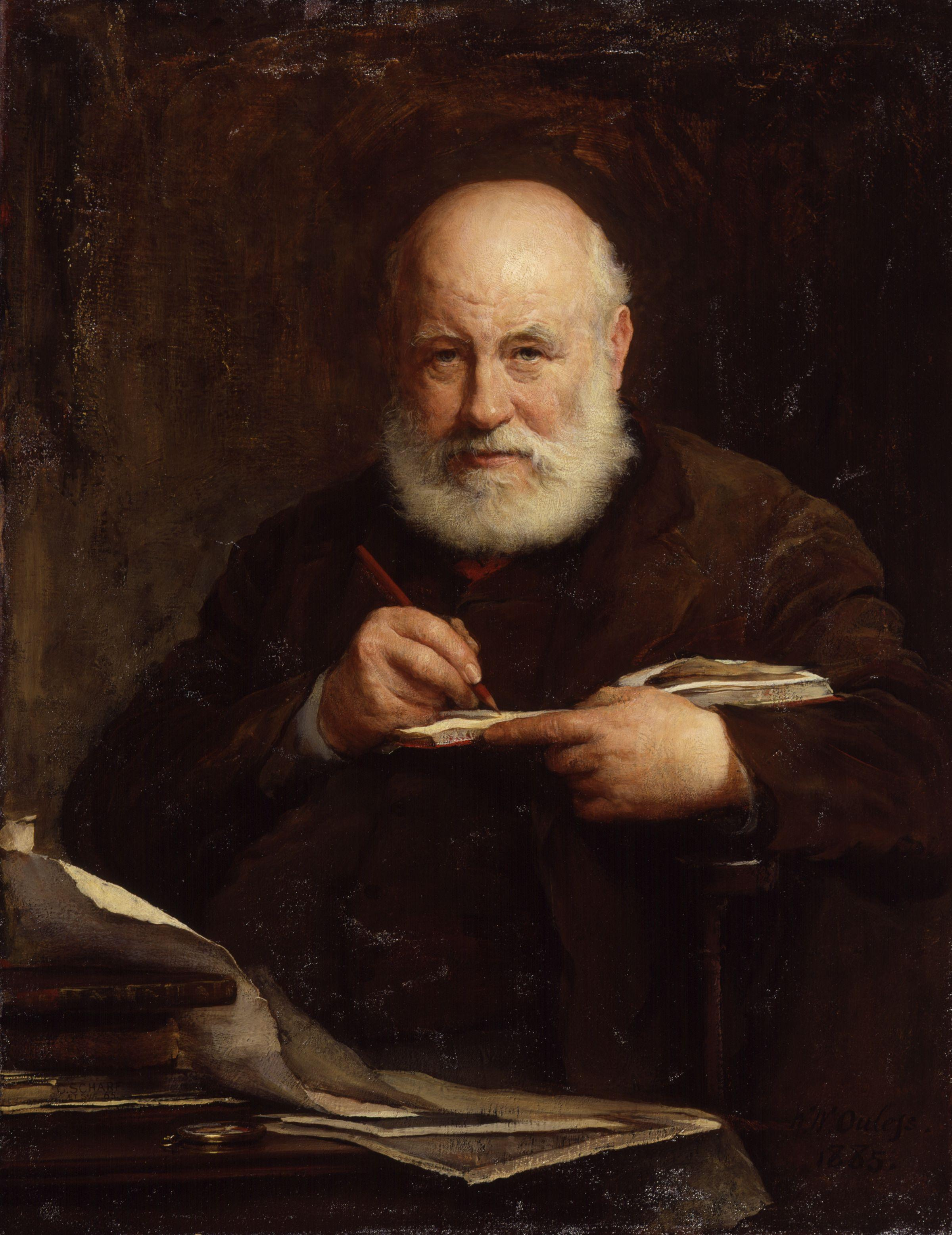
Le critique d'art George Scharf en 1885.
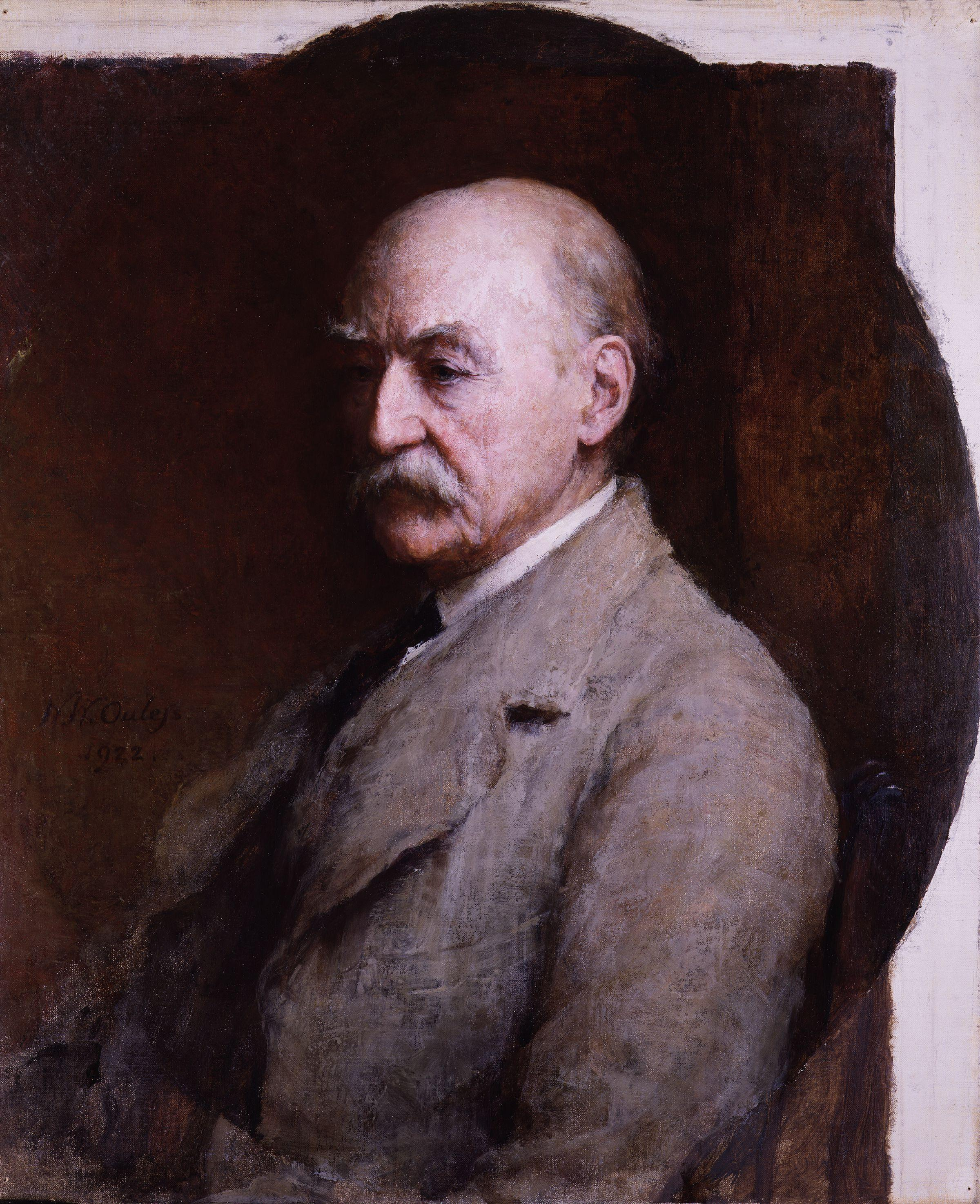
L'écrivain Thomas Hardy.
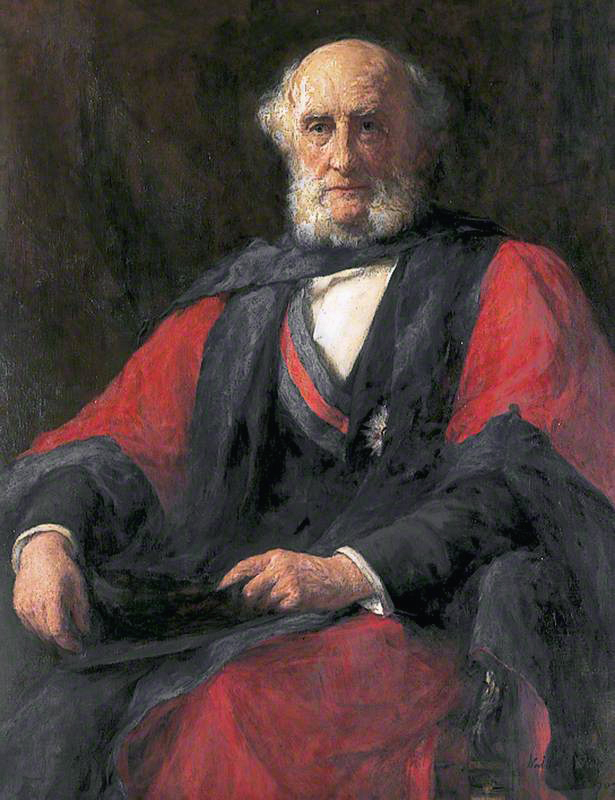
L'armateur Donald Currie.
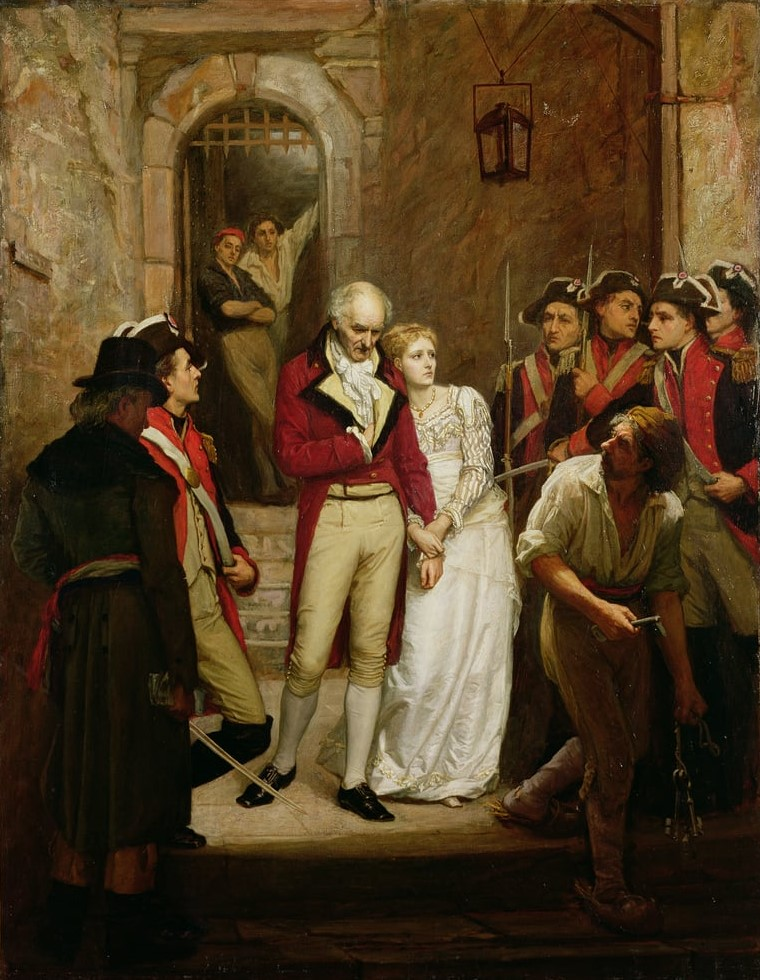
An Incident in the French Revolution, vers 1870.